# Hellmuth Hirth

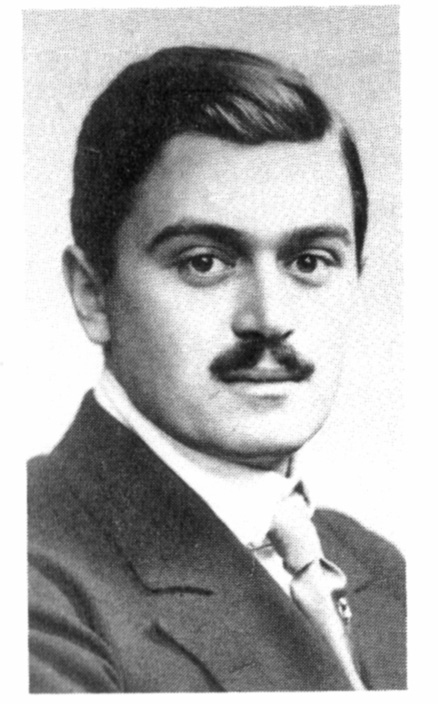
Hellmuth Hirth zur Zeit seiner großen Erfolge

Hellmuth Hirth (* 24. April 1886 in Heilbronn; † 1. Juli 1938 in Karlsbad) war ein deutscher Flugpionier, Flugzeug- und Flugmotorenkonstrukteur.
Er nutzte die Erfindung seines Vaters Albert Hirth einer strahlenförmigen Stirnverzahnung (Hirth-Verzahnung) für Luftschrauben und machte sie populär. Zusammen mit Herrmann Mahle gründete er den Versuchsbau Hellmuth Hirth, der später ganz von den Mahle-Brüdern Herrmann und Ernst Mahle übernommen und zum Beginn des Mahle-Konzerns wurde. Hirth selbst konzentrierte sich mit seinen Unternehmen auf den Flugzeug- und Flugmotorenbau.

## Leben

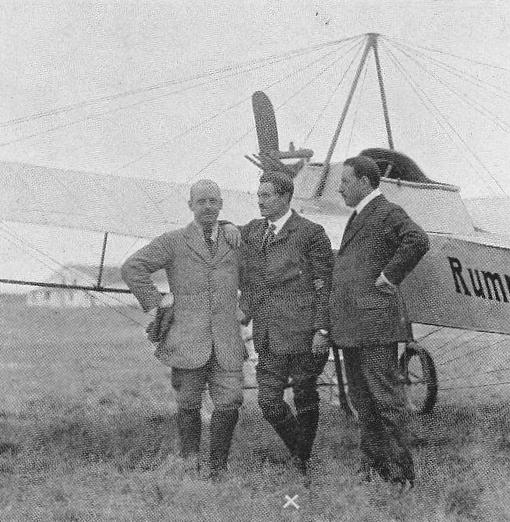
Hirth (M.) mit einem Fluggast und Edmund Rumpler (r.) beim Deutschlandflug 1911

Hellmuth Hirth war der älteste Sohn von Albert Hirth und wurde am 24. April 1886 in Heilbronn geboren. Nach dem Motto des Vaters „Meine Buben sollen junge Teufel im freien Feld fangen dürfen, wenn sie Lust dazu haben“ beschäftigte sich Hellmuth mit allem, was damals „in“ war. So fuhr der „Hansdampf in allen Gassen“ bereits mit zwölf Jahren ein Motorrad und mit dreizehn ein Automobil. Gleichzeitig gab er Erwachsenen Fahrstunden und fuhr deren Fahrzeuge ein. Die Hellmuth gewährte Freiheit und seine praktische Veranlagung waren wohl schuld, dass er sich in der Schule schwer tat.

### Ausbildung zum Mechaniker
Er absolvierte eine Mechanikerlehre und bereits mit siebzehn Jahren ging er in die USA. Dort nahm er eine Stellung bei der Singer-Nähmaschinenfabrik an und brachte es in kurzer Zeit durch seine Verbesserungsvorschläge zum Vorarbeiter. Da ihn diese Arbeit nicht befriedigte, nahm er eine Mechanikerstelle in einem New Yorker Autoreparaturbetrieb an und wurde Rennfahrer von Christie-Wagen. Nach einem Abstecher in den brasilianischen Urwald, wo er der Jagd nachging, nahm er im Labor von Thomas Alva Edison Verbesserungen an den Phonographen-Walzen vor.

### Leitung der Filiale der Fortuna-Werke seines Vaters in Großbritannien
1904 kehrte Hirth nach Deutschland zurück, besuchte die Baugewerkschule Stuttgart und übernahm 1908 die Leitung der Filiale der Fortuna-Werke seines Vaters in Großbritannien. In diese Zeit fällt ein Schlüsselerlebnis, das den ferneren Lebensweg des jungen Hirth bestimmen sollte. Durch Zufall fiel ihm Otto Lilienthals berühmtes Buch „Der Vogelflug als Grundlage der Fliegekunst“ in die Hände. Fortan stand für ihn, unterstützt durch die Luftfahrt-Ambitionen des Vaters, fest, dass er Flieger werden würde.

### Bau eines Flugzeugs
Durch Vermittlung seines Vaters arbeitete er kurze Zeit als Werkmeister bei dem Flugpionier August Euler in Darmstadt. Da dieser jedoch mit seiner Voisin-Flugmaschine Schwierigkeiten hatte, kehrte Hirth nach Stuttgart zurück, um sich selbst eine Blériot-Maschine zu bauen. Wegen des zu schwachen Motors kam diese nicht über kleine Luftsprünge hinaus, weshalb sich Hirth nach Wien begab, um dort bei Illner mit der Etrich Taube zu fliegen. Bereits nach vier Flügen beherrschte er die Maschine so, dass ihn Edmund Rumpler, der die deutsche Vertretung von Etrich-Flugzeugen übernommen hatte, als Chefpilot einstellte.

### Pilotenschein
Am 11. März 1911 erwarb Hellmuth Hirth das deutsche Flugzeugführerpatent Nr. 79. Hirth gehört damit zu den Alten Adlern, den Flugpionieren, die vor dem 1. August 1914 ihre Prüfung zum Flugzeugführer gemäß den Bestimmungen des Deutschen Luftfahrer-Verbandes in Deutschland bestanden hatten. Im gleichen Jahr noch gewann er den Oberrheinischen Zuverlässigkeitsflug, wo er den Altmeister Emile Jeannin schlug, und war Gewinner des Kathreiner-Preises beim Überlandflug München–Berlin. Er stellte den Höhenweltrekord mit Passagier von 2.475 Metern auf und belegte im Schwabenflug einen der vordersten Plätze. Von einem dieser Flüge berichtete Hirth die Anekdote:
 „Ich überflog einen Ort, als gerade Jahrmarkt abgehalten wurde, zu dessen Sensationen auch eine Menagerie mit wilden Tieren gehörte. Plötzlich sahen mich ein paar Frauen und schrien: ›Ein Flieger kommt‹. Die Umstehenden verstanden, was ihnen vielleicht näher lag 'Ein Tiger kommt!' und mit dem Zusatz 'Rettet Euch' jagte alles aus- und durcheinander.“

### Oberingenieur bei Rumpler

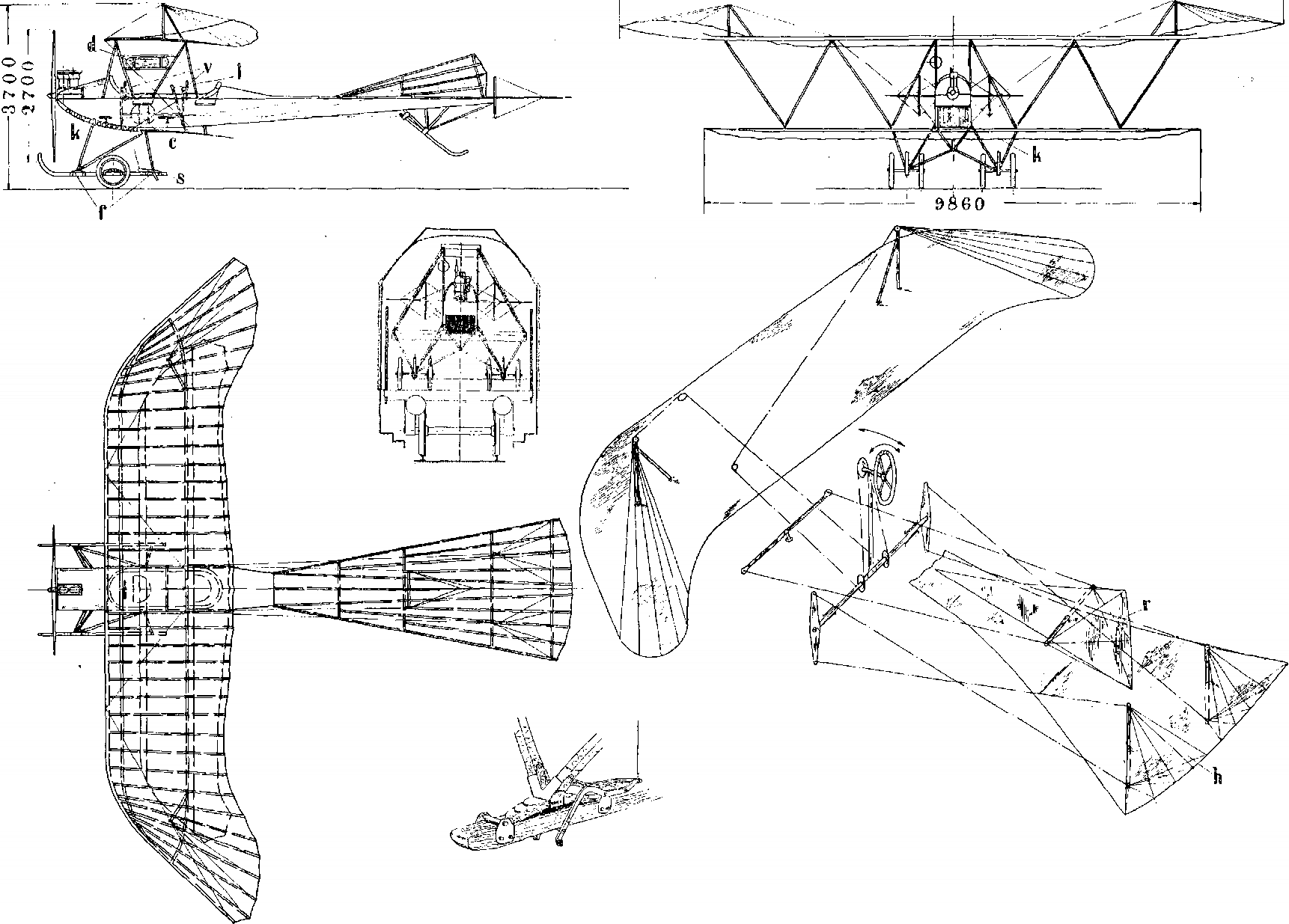
Albatros Doppeldecker Militärtyp 1912 B002, Konstrukteur Hellmuth Hirth

Obwohl Rumpler den Chefpiloten Hirth bald zum Oberingenieur ernannte, ging dieser 1912 als technischer Direktor zu den Albatros-Werken in Johannisthal bei Berlin. Ein paar Monate später verpflichtete er den Flugzeugkonstrukteur Ernst Heinkel als Konstruktionsleiter für die Albatros Flugzeugwerke.
Im Jahr 1912 ging Hellmuth Hirth aus beinahe allen großen Flügen als Sieger hervor: So der 2. Oberrheinische Rundflug und der Süddeutsche Flug. Den Wettflug Berlin–Breslau–Wien über eine Distanz von 600 km (6. bis 12. Juni 1912) bewältigte er als einziger Teilnehmer. Danach erhöhte er den Höhenweltrekord auf 4.420 Meter.
Die Erfolge, die Hellmuth Hirth errang, verdankte er auch seinen genauen Kenntnissen der Flugzeugmotoren. So äußerte er in einem Gespräch mit Kaiser Wilhelm II. anlässlich der Verleihung des Kronenordens IV. Klasse am 25. Juni 1912 „… daß die Nation, welche den besten Flugmotor entwickelt, auch automatisch das beste Flugzeug bauen würde.“ Die Jahre 1913 und 1914 brachten weitere deutsche und internationale Erfolge und Rekorde. Zudem beschäftigte sich Hirth mit der Konstruktion eines Riesenflugzeugs, mit dem er den Atlantik überqueren wollte. Doch der Beginn des Ersten Weltkriegs durchkreuzte alle Pläne. In der Jagdstaffel Boelcke stieg Hirth in kürzester Zeit zum Leutnant auf und erhielt das Eiserne Kreuz II. Klasse.

### Konstruktion des Riesenflugzeugs Gotha
Ferdinand Graf von Zeppelin, der nach militärischen Möglichkeiten der Luftfahrt suchte, hörte zwischenzeitlich von Hirths Plänen eines Riesenflugzeugs und erreichte bei Robert Bosch, dass dieser seinen Freund und Direktor Gustav Klein für diese Aufgabe freistellte. Auch Heinkel wurde gewonnen. Diese Gruppe kam im September 1914 zu einer ersten Besprechung zusammen und beauftragte den Stuttgarter Ingenieur Baumann  – bei dem der junge Heinkel seine ersten theoretischen Kenntnisse erworben hatte – mit der Konstruktion, während Klein die Gesamtleitung und Hirth die technische Leitung übernahm. Und bereits nach sechs Monaten war die Gotha RI fertiggestellt und konnte von Hellmuth Hirth eingeflogen werden.

### Entwicklung eines Zweitaktmotors
Neben seiner Tätigkeit als Fluglehrer für Riesenflugzeuge widmete sich Hirth auch dem Motorenbau. Er entwickelte einen Zweitaktmotor und meldete eine hohle Luftschraube zum Patent an, bei der die Auspuffgase durch feine Düsen an der Rückseite des Propellerblattes weggeschleudert werden. Nach dem Krieg nahm Hellmuth Hirth seine Konstruktionstätigkeit wieder auf. Bereits im Jahr 1920 gründete er zusammen mit Hermann Mahle in Stuttgart das spätere Unternehmen Elektronmetall, in dem vor allem Motorkolben, Flugzeugbremsräder sowie Luft- und Ölfilter aus Elektron – einer Aluminium-Magnesium-Legierung – hergestellt wurden.

### Motoren für Motorräder
Hellmuth Hirth entwarf Motoren für Motorräder, mit denen der Dritte im Bunde, sein jüngerer Bruder Wolf Hirth, von Sieg zu Sieg eilte und schließlich die „Deutsche Straßenmeisterschaft“ gewann. Da Hellmuth Hirth immer noch der Luftfahrt verbunden war, baute er ein Leichtflugzeug ganz aus Metall, das den Namen „Spatz“ erhielt. Zudem schwebte ihm ein leichter luftgekühlter Motor vor. Da erinnerte er sich an ein Patent seines Vaters, das als „Hirth-Stirnverzahnung“ in die Technikgeschichte eingegangen war. Bei einem Motor mit zusammengesetzter Kurbelwelle konnte man statt eines Gleitlagers geschlossene Rollen- oder Wälzlager benutzen. Dadurch verbesserte sich der Wirkungsgrad des Motors durch höhere Drehzahlen, der Motor war kompakter und benötigte weniger Schmierstoff.

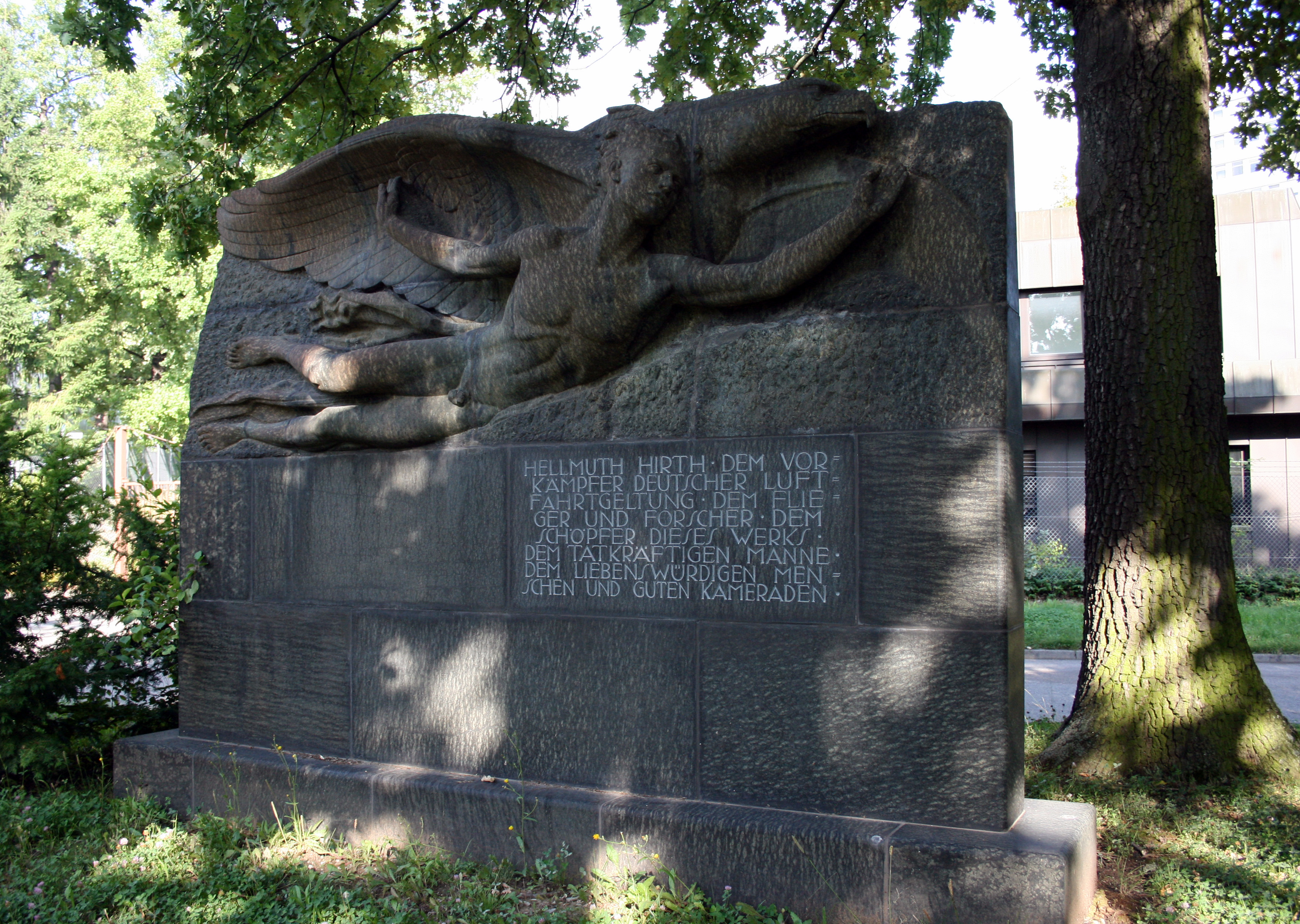
Hellmuth-Hirth-Denkmal in Stuttgart-Zuffenhausen, unweit seines ursprünglichen Unternehmens der „Hirth-Motoren GmbH“

### Gründung der Hirth-Motoren GmbH

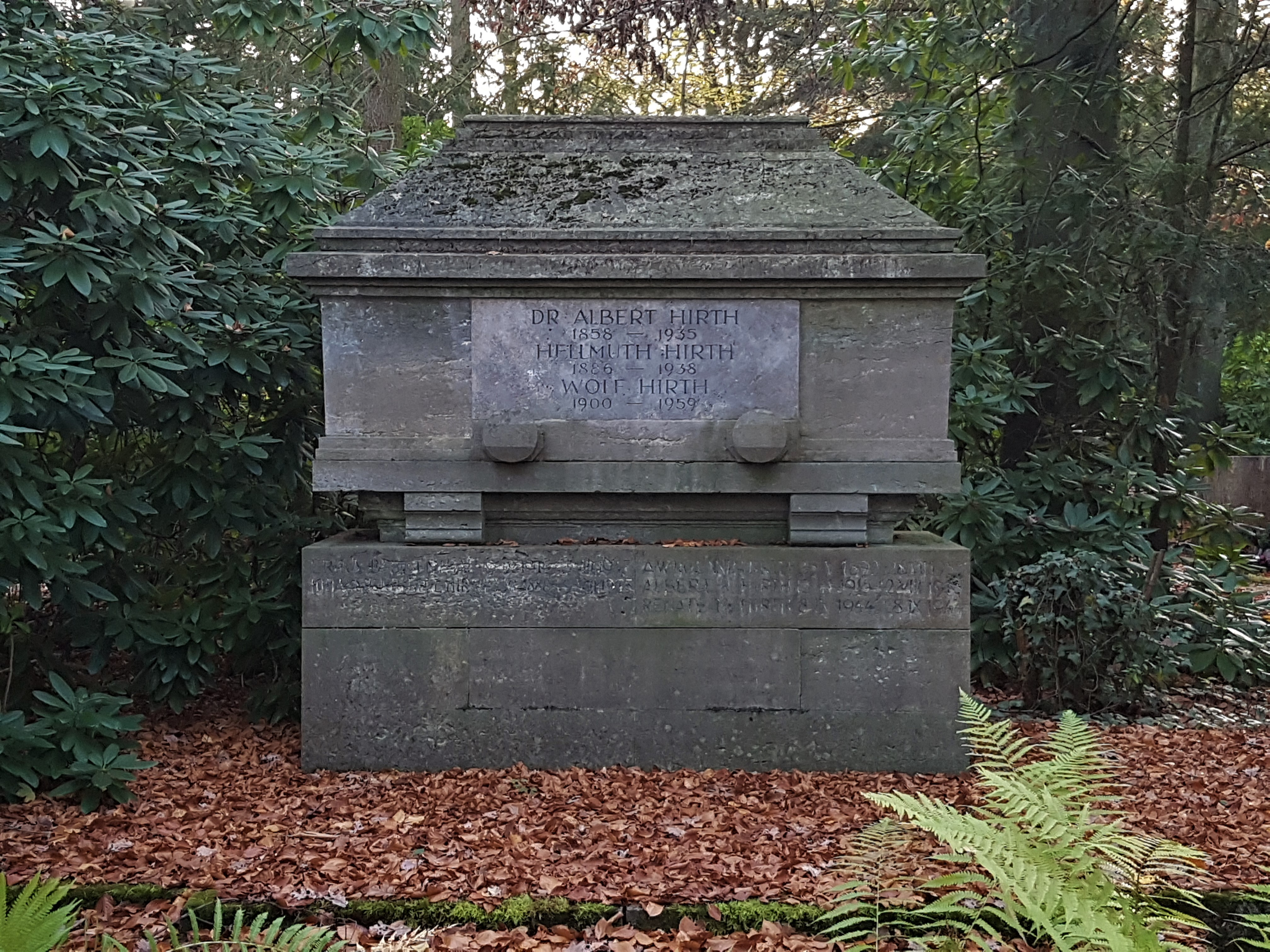
Grabstätte auf dem Stuttgarter Waldfriedhof

Im Jahr 1931 gründete Hellmuth Hirth die Hirth-Motoren GmbH in Stuttgart-Zuffenhausen, wo bald der neuartige HM-60-Motor mit 60 PS entstand, der in kürzester Zeit in ganz Deutschland populär wurde. Ihm folgten viele weitere Motorenentwürfe, und beim Deutschlandflug 1935 flogen die dreißig bestplatzierten Maschinen mit Hirth-Motoren. Ab 1936 wurden im Hirth-Motoren-Werk für Heinkel die ersten von Hans Joachim Pabst von Ohain konstruierten Strahltriebwerke der Welt gebaut. Damit ging die Vision von „Vater Hirth“ in Erfüllung.
Hellmuth Hirth starb – keine drei Jahre nach dem Tod seines Vaters – am 1. Juli 1938 im Alter von 52 Jahren an den Folgen eines Leberrisses, den er sich im Ersten Weltkrieg bei einem Flugzeugabsturz zugezogen hatte. Seine letzte Ruhestätte fand er im Familiengrab auf dem Waldfriedhof Stuttgart.

## Schriften
- Hellmuth Hirth: Meine Flugerlebnisse – 20000 Kilometer im Luftmeer. 2. erweiterte Auflage. Dümmlers 1915, 239 S., zahlreiche Abbildungen